# 基什内尔主义
基什内尔主义（西班牙語：Kirchnerismo）是阿根廷的一个基于民粹主义理念的政治运动，由支持内斯托尔·基什内尔和克里斯蒂娜·费尔南德斯·德基什内尔夫妇的支持者组成，他们二人先后担任阿根廷总统。尽管基什内尔主义被视为庇隆主义的一个分支，但它受到一些庇隆主义派系的反对，通常被认为属于左翼民粹主义范畴。
尽管最初是正义党内的一个派系，基什内尔主义后来得到了其他较小的政党（如阿根廷共产党或人文主义党）和一些传统政党的派系的支持（如激进公民联盟和社会党）。在分裂为基什内尔主义/反基什内尔主义派系的政党中，基什内尔主义派系的成员通常以字母“K”区分（例如“庇隆主义者/正义党K派”、“激进党K派”或“社会党K派”），而反对基什内尔主义的派系则同样以“反K”标识。